# Offline (Vlaamse film)
Offline is een Vlaamse film van Peter Monsaert uit 2012.
Offline is de debuutlangspeelfilm van Monsaert en werd op locatie gefilmd in en rond Gent, in de Muide, de Meulestede en de haven van Gent. 

## Verhaal
In de film volgt men Rudy Vandekerckhove die na zeven jaar celstraf zich terug in zijn gezin bij zijn vrouw Carine en zijn dochter Vicky hoopt te kunnen integreren en zijn baan als wasmachinehersteller wil hervatten. Hij krijgt daarbij de hulp van Denise, een kapster op rust en Rachid, zijn vriend met wie hij een cel deelde in de gevangenis. Zijn vriendschap met Rachid zet hij op het spel door van bij Rachid via diens computer contact te zoeken met zijn dochter Vicky die actief is als webcamgirl. Via Sofie die werk verdeelt bij een interimkantoor krijgt hij een baantje als chauffeur van een advertentiewagen. Dat levert hem bewegingsvrijheid en een klein inkomen op.
Aan zijn nieuwe vriendin Chantal biecht hij op waarvoor hij de gevangenis in moest: in een zatte bui had hij vroeger in het huis waar hij met zijn gezin woonde proberen brand te stichten. Daarbij was een van zijn dochters omgekomen. Het contact met zijn andere dochter en zijn ex kan hij in het echte leven niet meer herstellen, maar online - waar hij de naam van zijn vriend Rachid gebruikt - hoopt hij zijn dochter beter te leren kennen omdat ze daar zo'n goed contact hebben.

## Rolverdeling
| Acteur                 | Personage           |
| ---------------------- | ------------------- |
| Wim Willaert           | Rudy Vandekerckhove |
| Anemone Valcke         | Vicky               |
| Patricia Goemaere      | Carine              |
| Mourade Zeguendi       | Rachid              |
| Katelijne Damen        | Chantal             |
| Margriet Bruggeman     | Denise              |
| Robrecht Vanden Thoren | David               |
| Liesa Naert            | Sofie               |
| Dominique Van Malder   | Dikke Patrick       |
| Lukas Smolders         | Bange chauffeur     |
| Souad Boukhatem        | Naima               |
| Peter Gorissen         | Eigenaar wassalon   |